# Carex impressinervia
Espèce
Classification phylogénétique
Carex impressinervia est une espèce de plantes du genre Carex et de la famille des Cyperaceae.